# Семберг, Авишаг
Авишаг Семберг  (ивр. אבישג סמברג‎; род. 16 сентября 2001, Гедера, Израиль) — Израильская тхэквондистка, бронзовый призёр Олимпийских игр 2020 года, бронзовый призёр чемпионата мира среди юниоров 2016 года, чемпионка Европы в Олимпийских весовых категориях 2020 года.
На юношеской Олимпиаде 2018 года была флагоносцем сборной Израиля.

## Биография
Авишаг Семберг родилась 16 сентября 2001 в Гедере. Когда она пошла в первый класс, в её школе распространяли приглашения на различные спортивные кружки. Так она начала заниматься сначала балетом, плаванием, а затем тхэквондо. Её тренер по тхэквондо, Маоз Шараби, брат нынешнего тренера Йехиама Шараби, увидев потенциал, предложил её родителям, чтобы Авишаг начала заниматься спортом на более высоком уровне. Позднее она стала заниматься в клубе «Шараби боевые искусства» в городе Рамле. 

### Спортивная карьера
В 2012 и 2013 годах Авишаг побеждает в открытых чемпионатах Израиля среди кадетов в Ашдоде, а в 2014году участвует в своём первом международном турнире, на чемпионате мира среди кадетов в Баку.
В 2014 завоёвывает свою первую медаль в международном турнире, заняв второе место в открытом турнире в Загребе Хорватия. 
В 2016 году заняла третье место на чемпионате мира среди юниоров в Бёрнаби (Канада).
В 2017 году завоевала бронзовую медаль на молодежном чемпионате Европы, проходившем в Ларнаке.
В октябре 2018 году участвовала в соревнованиях по тхэквандо на Летних юношеских Олимпийских играх  года заняла 5 место.
В октябре 2019 года завоевала золотую медаль на Кубке мира по тхэквондо в Риге. В финальном бою она победила представительницу Швеции Нору Хогфельдт со счетом 24:12.
В декабре 2020 года завоевала золотую медаль Чемпионата Европы по тхэквондо. В финале чемпионата, проходившего в Сербии, Самберг победила по очкам со счетом 17:11 бывшую чемпионку-испанку Адриану Серезо. На пути к победе Самберг победила соперниц из Франции, Сербии и Великобритании.
В мае 2021 года завоевала путевку на олимпиаду (олимпийскую лицензию) на предолимпийском квалификационном турнире по тхэквондо в Софии, победив австрийку Кристину Шонеггер 18:6, россиянку Елизавету Ряднинскую 21:7 и немку Элу Айдин 24:2.
24 июля 2021 года завоевала бронзовую медаль в соревнованиях по тхэквондо на Олимпийских играх в Токио.В первой схватке победила пуэрториканку Викторию Стамбо 22:2, но в 1/8 финала проиграла таиландке Панипак Вонгпаттанакит 5:29. Сразилась в поединке с Рукие Йылдырым из Турции и победила ее со счетом 27:22. До этого израильтянка победила вьетнамку Тхи Ким Туйен Чыонг 22:1 в утешительном матче.